# RNS-polimeráz II

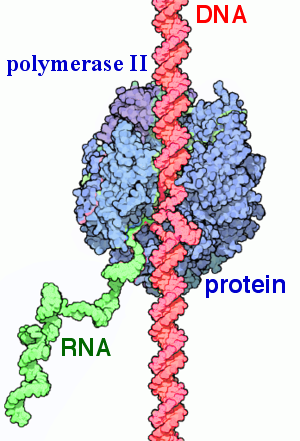
Az RNS-polimeráz II funkciója (transzkripció). Zöld: az enzim szintetizálta RNS

Az RNS-polimeráz II (RNSP II, Pol II DNS-t pre-mRNS-re és a legtöbb kis magi RNS-re és mikro-RNS-re átíró fehérjekomplex. Az eukarióták 3 RNS-polimerázának egyike. 550 kDa-os, 12 alegységes komplex, és az egyik leginkább tanulmányozott RNS-polimeráz-típus. Számos transzkripciós faktor kell a korábbi promoterek kötéséhez és a transzkripció elindításához.

## Felfedezése

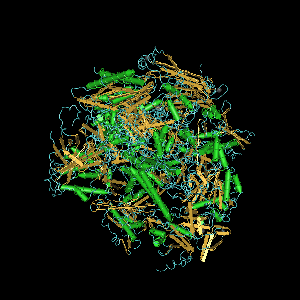
A Saccharomyces cerevisiae Pol II-je mind a 12 alegységgel.

A korai tanulmányok legalább 2 RNSP-t feltételeztek: egy rRNS-előállítót a nukleóluszban és egy más RNS-t a nukleoplazmában – a sejtmag nukleóluszon kívüli részén – előállítót. 1969-ben Robert G. Roeder és William J. Rutter felfedezték, hogy 3 különböző magi RNS-polimeráz van – egy 3. felelt bizonyos RNS-ek nukleoplazmabeli átírásáért. Ezt ioncsere-kromatográfia révén érték el DEAE-vel burkolt Sephadex gyöngyökkel. Ez az enzimeket megfelelő elúciók szerint választotta el I, II, III sorrendben az ammónium-szulfát-koncentráció növelésével. Az enzimeket elúciós sorrendben nevezték el RNS-polimeráz I-nek, II-nek és III-nak. E felfedezés kimutatta, hogy van egy további enzim a nukleoplazmában, lehetővé téve az RNSP II és III megkülönböztetését.
Az RNS-polimeráz II (RNSP2) szabályzott transzkripciós szüneteket tart az elongáció elején. Több tanulmány kimutatta az elongációs zavarok kapcsolatát a rákkal, a neurodegenerációval, a HIV-látenciával stb.

## Alegységek

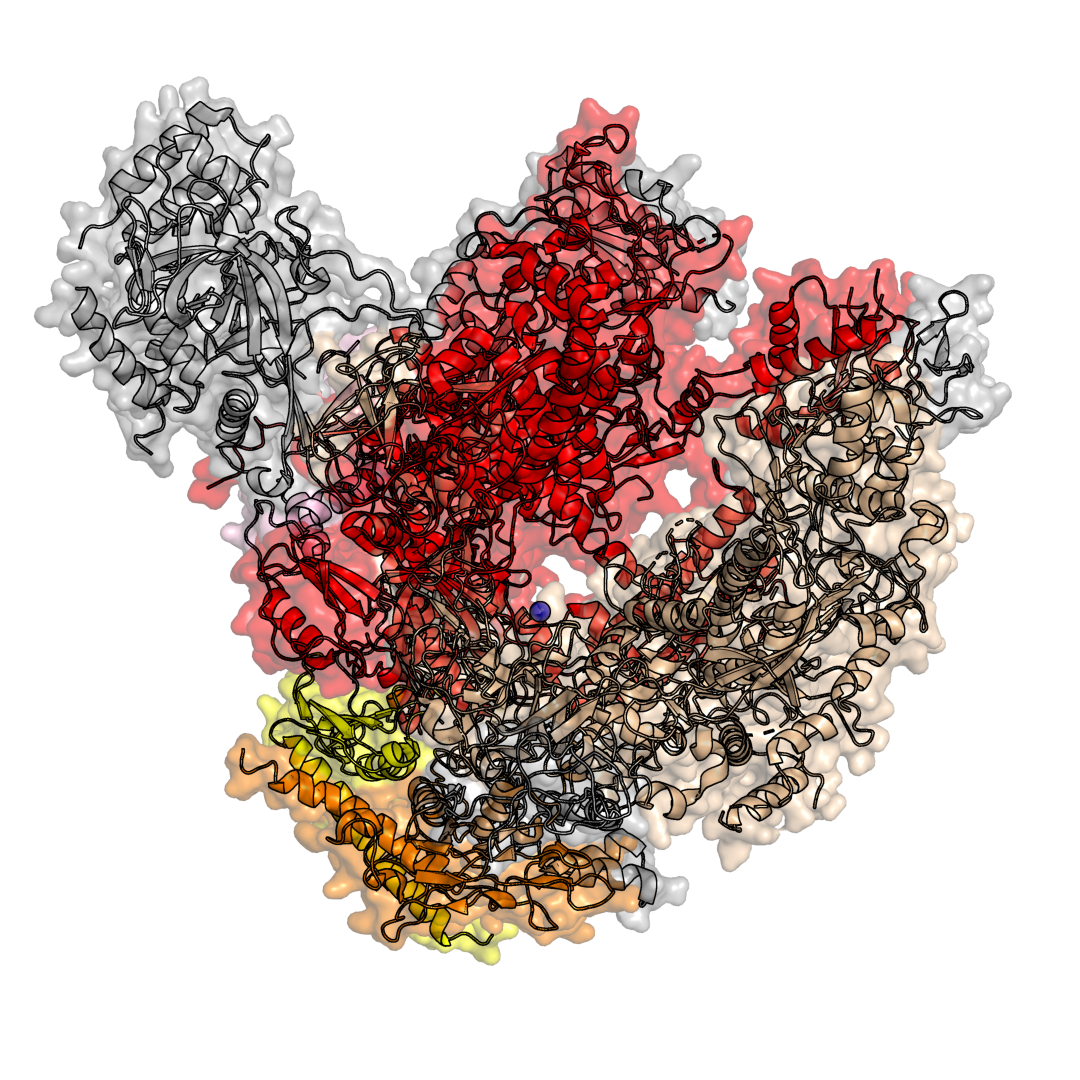
S. cerevisiae RNS-polimeráz II-je,. Színezett egységek: RPB3: narancs, RPB11: sárga, RPB2: búza, RPB1: piros, RPB6: rózsaszín, a többi 7 alegység szürke.

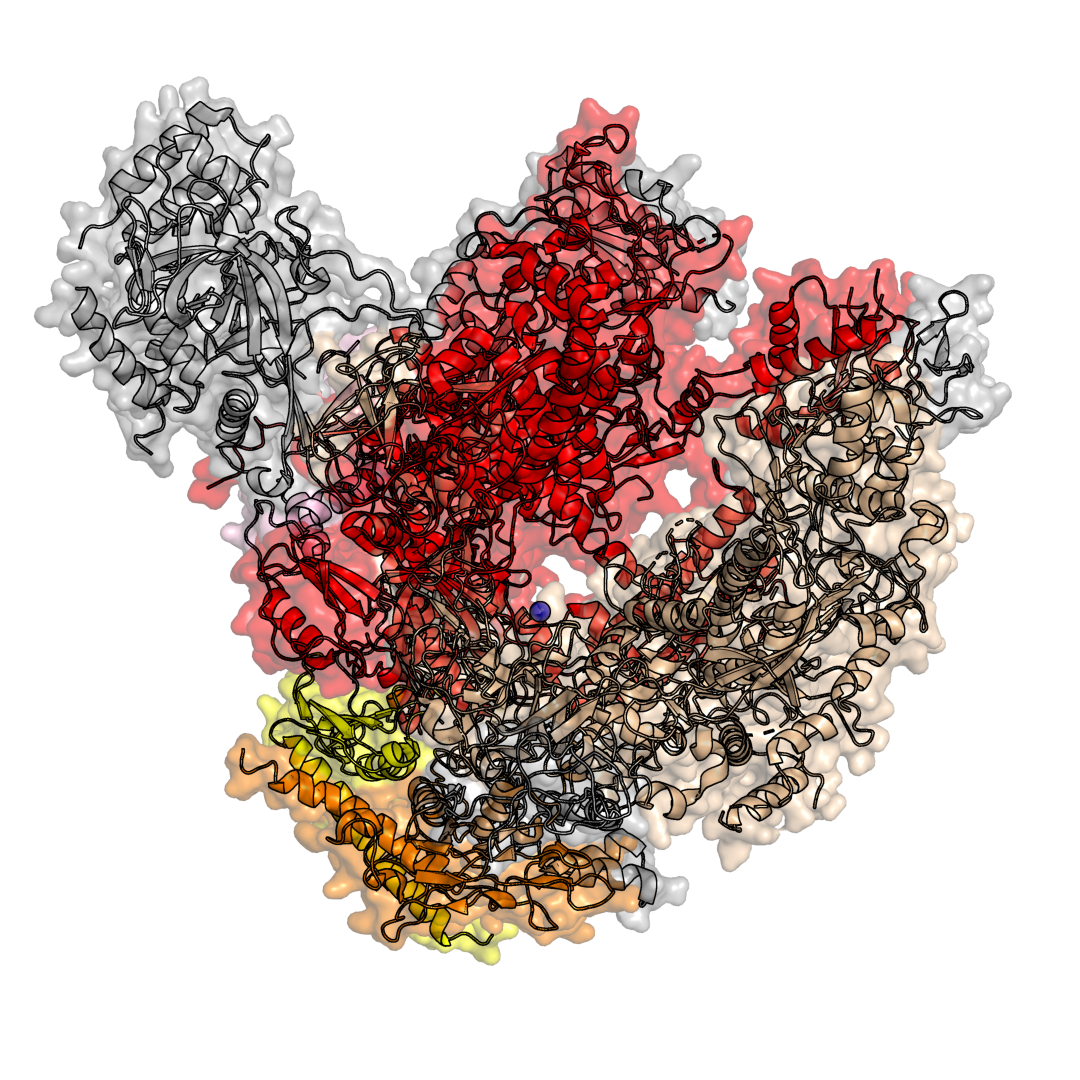
S. cerevisiae RNS-polimeráz II-je,. Színezett egységek: RPB3: narancs, RPB11: sárga, RPB2: búza, RPB1: piros, RPB6: rózsaszín, a többi 7 alegység szürke.

Az eukarióta RNS-polimeráz II-magot először transzkripciós assay-kkel mutatták ki. A tiszta enzim általában 10–12 alegységet (emberben és élesztőben 12-t) tartalmaz, és nem képes specifikus promoterfelismerésre. Many subunit-subunit interactions are known.
- RPB1 DNS-irányított RNS-polimeráz II-alegység: az emberben a POLR2A, élesztőben az RPO21 által kódolt enzim. A legnagyobb RNS-polimeráz II-egység. Maximum 52 YSPTSPS-ismétlődésből álló, a polimerázaktivitáshoz szükséges C-terminális doménje van.[13] Ezt először a Torontói Egyetemen dolgozó C. J. Ingles és a Johns Hopkins Egyetemen dolgozó J. L. Corden mutatták ki.A többi alegységgel együtt alkotja a polimeráz DNS-kötő doménjét, ahol a templát RNS-be való transzkripciója történik.[14] Erősen kölcsönhat az RPB8-cal.[12]
- RPB2 (POLR2B): a másodig legnagyobb alegység, mely legalább 2 másik polimerázzal kölcsönhat, szerkezetet alkot a polimerázban, mely az aktív helen érintkezést létesít a DNS-templát és az új RNS közt.[15]
- RPB3 (POLR2C): a harmadik legnagyobb alegység. Heterodimert alkot a POLR2Jvel magi egységet alkot. Az RPB1-gyel, 2-vel, 4-gyel, 5-tel, 7-tel és 10–12-vel kölcsönhat.[12]
- RNS-polimeráz II, B4 alegység (RPB4): a POLR2D kódolja,[16] a 4. legnagyobb, és védhet a stressztől.
- RPB5: A POLR2E gén kódolja. 2 van belőle minden RNS-polimeráz II-ben.[17] Az RPB1-gyel, 3-mal és 6-tal kölcsönhat erősen.[12]
- RPB6 (POLR2F): az átíró polimerázt a DNS-templáton stabilizáló komplexet alkot legalább 2 másik fehérjével.[18]
- RPB7: a POLR2G gén kódolja, és a polimerázfunkciót szabályozza.[19] Az RPB1-gyel és 5-tel erősen kölcsönhat.[12]
- RPB8R (POLR2H): az RPB1–3-mal, 5-tel és 7-tel kölcsönhat.[12]
- RPB9: a bemélyedés, ahol a DNS-templát transzkripciója történik, az RPB9-ből (POLR2I) és az RPB1-ből áll.
- RPB10: a POLR2L gén kódolja. Az RPB1–3-mal és 5-tel kölcsönhat, az RPB3-mal erősen.[12]
- RPB11: 3 alegységből áll, ezek a POLR2J (RPB11-a), a POLR2J2 (RPB11-b) és a POLR2J3 (RPB11-c).[20]
- RPB12 (POLR2K): Az RPB3-mal kölcsönhat.[12]

## Szerkezet
Az RPB3 fontos az RNS-polimeráz II-szerkezetben. Az alegységszintézis után hamar létrejön az RPB2–3 komplex. Ez az RPB1-gyel kölcsönhat. Az RPB3, 5 és 7 homodimereket alkotnak, és az RPB3 és 5 mindegyik alegységhez tud kapcsolódni, kivéve az RPB9-et. Csak az RPB1 köt erősen az RPB5-höz. Az RPB1 az RPB7-hez, az RPB10-hez, és gyengébben, de leghatékonyabban az RPB8-hoz köt. Miután az RPB1 a komplexbe kerül, más egységek, például az RPB5 és az RPB7 bekerülhetnek, az RPB5 az RPB6-hoz és 8-hoz köt, az RPB3 az RPB10–12-höz. Mikor a komplex nagyrészt összeállt, bekerül az RPB4 és 9. Az RPB4 az RPB7-tel komplexet alkot.

## Kinetika

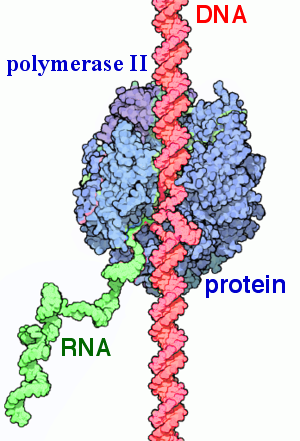
Az RNS-polimeráz II funkciója (transzkripció). Zöld: az enzim szintetizálta RNS

Az RNS-polimeráz II (RNSP II, Pol II DNS-t pre-mRNS-re és a legtöbb kis magi RNS-re és mikro-RNS-re átíró fehérjekomplex. Az eukarióták 3 RNS-polimerázának egyike. 550 kDa-os, 12 alegységes komplex, és az egyik leginkább tanulmányozott RNS-polimeráz-típus. Számos transzkripciós faktor kell a korábbi promoterek kötéséhez és a transzkripció elindításához.

## Felfedezés

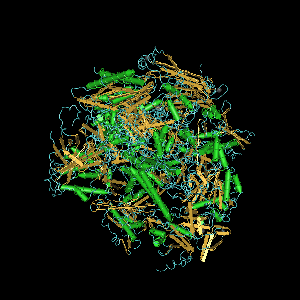
A Saccharomyces cerevisiae Pol II-je mind a 12 alegységgel.

A korai tanulmányok legalább 2 RNSP-t feltételeztek: egy rRNS-előállítót a nukleóluszban és egy más RNS-t a nukleoplazmában – a sejtmag nukleóluszon kívüli részén – előállítót. 1969-ben Robert G. Roeder és William J. Rutter felfedezték, hogy 3 különböző magi RNS-polimeráz van – egy 3. felelt bizonyos RNS-ek nukleoplazmabeli átírásáért. Ezt ioncsere-kromatográfia révén érték el DEAE-vel burkolt Sephadex gyöngyökkel. Ez az enzimeket megfelelő elúciók szerint választotta el I, II, III sorrendben az ammónium-szulfát-koncentráció növelésével. Az enzimeket elúciós sorrendben nevezték el RNS-polimeráz I-nek, II-nek és III-nak. E felfedezés kimutatta, hogy van egy további enzim a nukleoplazmában, lehetővé téve az RNSP II és III megkülönböztetését.
Az RNS-polimeráz II (RNSP2) szabályzott transzkripciós szüneteket tart az elongáció elején. Több tanulmány kimutatta az elongációs zavarok kapcsolatát a rákkal, a neurodegenerációval, a HIV-látenciával stb.

## Alegységek
Az eukarióta RNS-polimeráz II-magot először transzkripciós assay-kkel mutatták ki. A tiszta enzim általában 10–12 alegységet (emberben és élesztőben 12-t) tartalmaz, és nem képes specifikus promoterfelismerésre. Many subunit-subunit interactions are known.
- RPB1 DNS-irányított RNS-polimeráz II-alegység: az emberben a POLR2A, élesztőben az RPO21 által kódolt enzim. A legnagyobb RNS-polimeráz II-egység. Maximum 52 YSPTSPS-ismétlődésből álló, a polimerázaktivitáshoz szükséges C-terminális doménje van.[13] Ezt először a Torontói Egyetemen dolgozó C. J. Ingles és a Johns Hopkins Egyetemen dolgozó J. L. Corden mutatták ki.A többi alegységgel együtt alkotja a polimeráz DNS-kötő doménjét, ahol a templát RNS-be való transzkripciója történik.[14] Erősen kölcsönhat az RPB8-cal.[12]
- RPB2 (POLR2B): a másodig legnagyobb alegység, mely legalább 2 másik polimerázzal kölcsönhat, szerkezetet alkot a polimerázban, mely az aktív helen érintkezést létesít a DNS-templát és az új RNS közt.[15]
- RPB3 (POLR2C): a harmadik legnagyobb alegység. Heterodimert alkot a POLR2Jvel magi egységet alkot. Az RPB1-gyel, 2-vel, 4-gyel, 5-tel, 7-tel és 10–12-vel kölcsönhat.[12]
- RNS-polimeráz II, B4 alegység (RPB4): a POLR2D kódolja,[16] a 4. legnagyobb, és védhet a stressztől.
- RPB5: A POLR2E gén kódolja. 2 van belőle minden RNS-polimeráz II-ben.[17] Az RPB1-gyel, 3-mal és 6-tal kölcsönhat erősen.[12]
- RPB6 (POLR2F): az átíró polimerázt a DNS-templáton stabilizáló komplexet alkot legalább 2 másik fehérjével.[18]
- RPB7: a POLR2G gén kódolja, és a polimerázfunkciót szabályozza.[19] Az RPB1-gyel és 5-tel erősen kölcsönhat.[12]
- RPB8R (POLR2H): az RPB1–3-mal, 5-tel és 7-tel kölcsönhat.[12]
- RPB9: a bemélyedés, ahol a DNS-templát transzkripciója történik, az RPB9-ből (POLR2I) és az RPB1-ből áll.
- RPB10: a POLR2L gén kódolja. Az RPB1–3-mal és 5-tel kölcsönhat, az RPB3-mal erősen.[12]
- RPB11: 3 alegységből áll, ezek a POLR2J (RPB11-a), a POLR2J2 (RPB11-b) és a POLR2J3 (RPB11-c).[20]
- RPB12 (POLR2K): Az RPB3-mal kölcsönhat.[12]

## Szerkezet
Az RPB3 fontos az RNS-polimeráz II-szerkezetben. Az alegységszintézis után hamar létrejön az RPB2–3 komplex. Ez az RPB1-gyel kölcsönhat. Az RPB3, 5 és 7 homodimereket alkotnak, és az RPB3 és 5 mindegyik alegységhez tud kapcsolódni, kivéve az RPB9-et. Csak az RPB1 köt erősen az RPB5-höz. Az RPB1 az RPB7-hez, az RPB10-hez, és gyengébben, de leghatékonyabban az RPB8-hoz köt. Miután az RPB1 a komplexbe kerül, más egységek, például az RPB5 és az RPB7 bekerülhetnek, az RPB5 az RPB6-hoz és 8-hoz köt, az RPB3 az RPB10–12-höz. Mikor a komplex nagyrészt összeállt, bekerül az RPB4 és 9. Az RPB4 az RPB7-tel komplexet alkot.

## Kinetika
Az enzimek akár több millió reakciót is katalizálhatnak másodpercenként. Sebességük az oldat és a szubsztrát koncentrációjától függ. Más enzimekhez hasonlóan van szaturációs görbéje; maximális sebessége {\displaystyle V_{\text{max}}\approx 15\ \mathrm {nt \over s} }), eltérő nukleotidok esetén Michaelis–Menten-állandója (a fél {\displaystyle V_{\text{max}}}-hoz szükséges koncentráció), specificitási állandója (az egy aktív hely által másodpercenként kezelt szubsztrátok száma) {\displaystyle {k_{\text{cat}} \over {K_{m}}}=2\cdot 10^{5}\mathrm {M^{-1}s^{-1}} } eltérő. Az elméleti maximális specificitási állandó a 108 és 109 M−1s−1 közti diffúziós határ, ahol minden enzim-szubsztrát ütközés katalízist okoz. Élesztőben a legnagyobb alegység kapcsoló-kör doménjének mutációja módosíthatja az enzimkinetikát.
Az RNS-polimerázzal rokon bakteriális RNS-polimeráz inaktív és aktív állapotok közt váltakozik a DNS-en való előre-hátra mozgással. {\displaystyle \mathrm {[NTP]_{e}q=10\mu {M}GTP,10\mu {M}UTP,5\mu {M}ATP,2,5\mu {M}CTP} } esetén az átlagos elongációs arány a bakteriális RNSP esetén körülbelül 1 bp/NTP.
Az RNS-polimeráz II az elongáció során jelentős kotranszkripciós szüneteket tart. Ez különösen nukleoszómáknál jelentős, és részben a polimeráz transzkripcióra kevésbé képes állapotba lépése okozza. E szünetek időtartama másodpercektől percekig vagy még tovább is tarthat, a hosszú szünetekből való kilépést elongációs faktorok, például a TFIIS könnyíthetik. A transzkripciós sebesség meghatározza, hogy az átírt nukleoszómák hisztonjai kikerülnek a kromatinból, vagy visszakerülnek a polimeráz mögött.

### α-Amanitin
Az RNS-polimeráz II-tt az α-amanitin és más amatoxinok inhibeálják. Az α-amanitin sok gombában megtalálható erős méreg. Az egyes RNS-polimerázokra eltérő hatása van: az RNSP I teljesen érintetlen, és normálisan működik, az RNSP III érzékenysége közepes. Az RNSP II-t azonban teljesen inhibeálja a toxin. Az α-amanitin az enzim RPB-1 egységének tölcsér-, bemélyedés és híd-α-hélix-régióiba ágyazódva inhibeálja az RNS-polimeráz II-t.

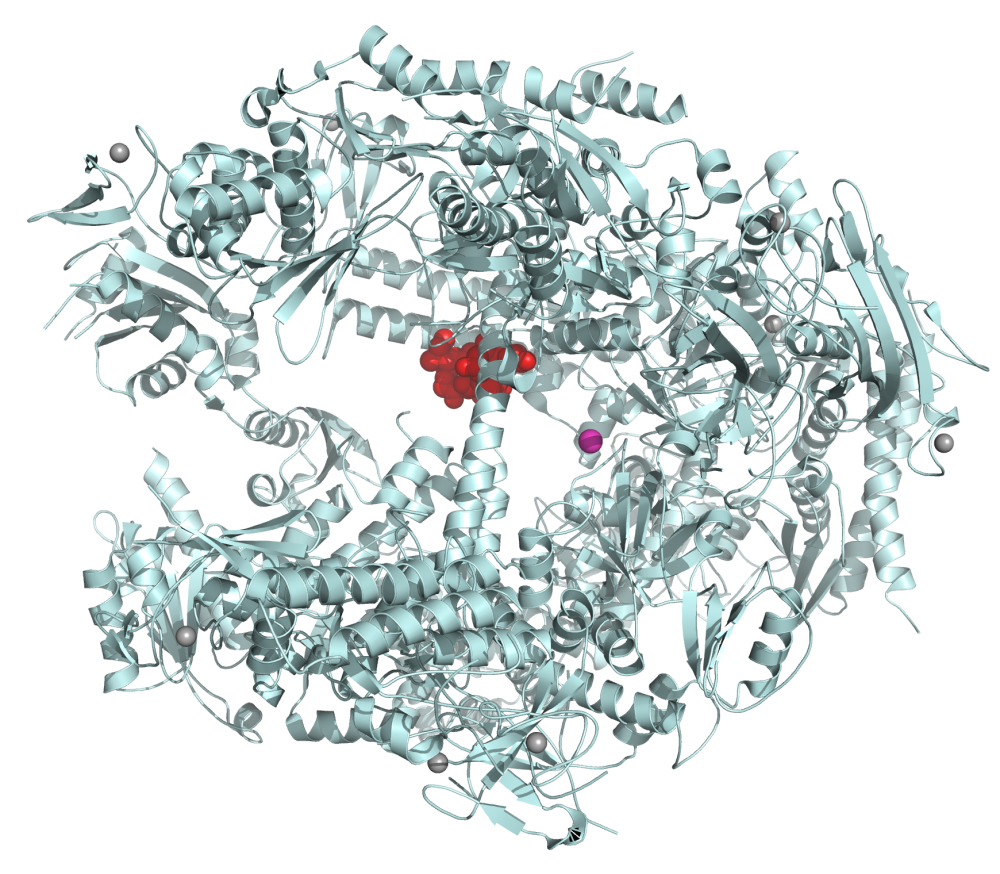
RNSP II (szürke), α-amanitin-kölcsönhatás (piros)

## Holoenzim
Az RNS-polimeráz II-holoenzim az eukarióta RNS-polimeráz II fehérjekódoló gének promotereinél aktivált RNS-polimeráz II-változat. RNS-polimeráz II-ből, általános transzkripciós faktorokból és szabályzó SRB fehérjékből áll.
A holoenzim része a preiniciációs komplex, mivel létrejötte promoteren történik a transzkripció elindítása előtt. A mediátorkomplex a transzkripciós faktorok és az RNS-polimeráz II közti híd.

## Kromatinszerkezet általi irányítás
Az utat a transzkripció szakaszaiban szabályzó fehérjék például:
- Preiniciáció (Bre1 általi segítés, hisztonmódosítás)[30]
- Iniciáció (TFIIH segíti; COMPASS általi Pol II-módosítás és -segítés, hisztonmódosítás)[31]
- Elongáció (SET2 általi segítés, hisztonmódosítás)[32]

Ez a folyamat szakaszaira szabályzási lépésekként tekint. Nem bizonyított, de valószínű szabályzó funkciójuk. A Pol II-elongációspromoterek 3 osztályba sorolhatók:
1. Gyógyszer/szekvenciadependens leállás által érintett (Több interferáló fehérje)
2. Kromatinszerkezet-orientált faktorok (hiszton-poszttranszkripciósmódosítók, például hiszton-metiltranszferázok)
3. Pol II-katalízist-javító faktorok ctors (több kölcsönható fehérje és Pol II-kofaktor).

## Transzkripciós mechanizmusok
- Kromatinstruktúra-orientált faktorok: HMT-k (hiszton-metiltranszferáz); COMPASS (Set1-asszociált fehérjék komplexe): a H3 hiszton 4. lizinjét metilálja; a transzkripciórepresszióért (csendesítés) felel. A sejtnövekedés- és transzkripciószabályzás normál része az RNSP II-ben.[33]
- Set2: a H3 hiszton 36. lizinjét metlálja, elongációszabályzó a CTD-vel való érintkezés révén.[34] A Dot1 a H3 79. lizinjét metilálja.
- Bre1: Ubikvitinálja a H2B hiszton 123. lizinjét, a preiniciációval függ össze és lehetővé teszi az RNSP II-kötést.

### C-terminális domén
Az RPB1 C-terminusa alkotja a C-terminális domént (CTD). Ez általában a Tyr-Ser-Pro-Thr-Ser-Pro-Ser maximum 52 ismétlődéséből áll. A domén az enzim magjától a kilépési csatornáig tart, ami az RNS-feldolgozó reakciók az RNS-feldolgozó szerkezettel való közvetlen és közvetett kölcsönhatások miatti indukciója miatt hatásos. Az RNSP I-ben és III-ban nincs CTD. Az RNS-polimeráz II CTD-jét először C. J. Ingles és J. Corden laboratóriumaiban fedezték fel az élesztő-, illetve egér-RPB1-et kódoló DNS szekvenálása során. Más fehérjék általában a polimerázaktiváláshoz kötnek a CTD-hez. Ez érintett a transzkripció iniciációjában, az 5’-sapka elhelyezésében és a spliceoszómához helyezésben a splicinghoz.

#### CTD-foszforiláció
Az RNS-polimeráz II két formája a foszforilálatlan (IIA) és a foszforilált (IIO). A kettő közti átmenet a transzkripció különböző funkcióit könnyíti meg. A CTD-foszforilációt a 6 általános transzkripciós faktor egyike, a TFIIH katalizálja. 2 célja van: az egyik a transzkripció kezdetén történő DNS-elválasztás, a másik a foszforiláció. Az IIA-forma a kerül a preiniciációs komplexben, feltehetően mert nagyobb a TATA-box-kötőfehérje-affinitása, mely a TFIID általános transzkripciós faktor alegysége, mint az IIO-formáé. Az IIO-forma katalizálja az RNS-lánc-elongációt. Az elongáció az 5. helyen történő szerin TFIIH általi foszforilációjával történik. Ez enzimeket aktivál az 5’-vég lezárásához és a 3’-feldolgozófaktorokhoz a poli(A)-helyeknél. A második szerin foszforilációja után aktiválódik az elongáció, ennek megállításához defoszforiláció kell. A domén teljes defoszforilációja után az RNSP II „újrahasznosul” és más iniciációs helyen katalizálja a folyamatot.

## Transzkripciókapcsolt rekombinációs javítás
A DNS-oxidáció akadályozhatja az RNSP II-transzkripciót és száltöréseket okozhat. Egy RNS-templátú transzkripciókapcsolt rekombinációs folyamatról leírták, hogy védhet a DNS-károsodással szemben. A sejtciklus G1/G0 szakaszai során a sejtek homológ rekombinációs faktorokat hoznak létre a kettősszál-töréseknél az aktívan átírt részekben. Ez a DNS-kettősszál-törések javításával egybefügg az RNS-templátú homológ rekombináció révén. E folyamat hatékonyan és pontosan illeszti össze az RNS-polimeráz II által átírt gének kettősszál-töréseknél lévő szakaszokat.

## Fordítás
- Ez a szócikk részben vagy egészben  a   RNA polymerase II című angol Wikipédia-szócikk ezen változatának fordításán alapul.  Az eredeti cikk szerkesztőit annak laptörténete sorolja fel. Ez a jelzés csupán a megfogalmazás eredetét és a szerzői jogokat jelzi, nem szolgál a cikkben szereplő információk forrásmegjelöléseként.